# مسجد علي بن أبي طالب (إربد)
مسجد علي بن أبي طالب هو مسجد في إربد، الأردن. تم بناؤه في الأصل خلال الفترة العثمانية ولكن تم تجديده وتوسيعه في عام 1998 إلى مساحة تبلغ حوالي 600 متر مربع.